# Dicladispa longispinosa
Dicladispa longispinosa es una especie de insecto coleóptero de la familia Chrysomelidae.
Fue descrita científicamente en 1869 por Léon Fairmaire.